# ككفلة
كَكَفِلَّة أو كَكَفِلَّو هي كعكة قرشقية بشكل عام على شكل تاج مصنوعة من عجينة الخميرة.  وهي حلوى نموذجية لقرية فيكو. 